# Mario Floris
Pour les articles homonymes, voir Floris.
Mario Floris, dit Mariolino, né le 20 septembre 1937 à Cagliari, est un homme politique italien.

## Biographie
Mario Floris est actuellement conseiller régional en Sardaigne de l'Union des Sardes (nouveau nom de l'UDR, mouvement avec lequel il s'était présenté en 1999, après avoir longtemps fait partie de la Démocratie chrétienne - et ce pendant 30 ans). Élu en 1974, pour la première fois au conseil régional, il en a été deux fois président et deux fois président de la Région autonome (la dernière fois de juin 1999 au 12 octobre 2001). En juillet 2000, il a décidé de fonder un mouvement nationalitaire formé par tous les partis qui ne dépendent pas des partis nationaux.